# Copa del Caribe de 1994
La Copa Del Caribe 1994 fue la quinta edición de la Copa del Caribe, el campeonato de fútbol del Caribe, en la zona de la CONCACAF. La ronda final tuvo lugar en el país de Trinidad y Tobago.

## Primera Fase
- Martinica, por ser el campeón defensor y  Trinidad y Tobago por ser el organizador, calificaron automáticamente a la ronda final.

### Grupo 1
Jugado en Barbados
| Equipo      | Pts | PJ | G | E | P | GF | GC |
| ----------- | --- | -- | - | - | - | -- | -- |
| Barbados    | 3   | 2  | 1 | 0 | 1 | 4  | 3  |
| Granada     | 3   | 2  | 1 | 0 | 1 | 4  | 4  |
| Puerto Rico | 3   | 2  | 1 | 0 | 1 | 1  | 2  |

| Barbados | 0 - 1 | Puerto Rico |
| Granada  | 2 - 0 | Puerto Rico |
| Barbados | 4 - 2 | Granada     |

Después de que Barbados perdiera ante Puerto Rico y Granada derrotara a la anterior, por 1-0 y 2-0 respectivamente, éstas se enfrentaron en un partido decisivo donde ocurrieron unas anomalías por parte de los seleccionados; sin embargo, Barbados se impuso por 4-2 durante la prórroga gracias a la regla del gol de oro, el cual valía por dos, accediendo así a la siguiente ronda.

### Grupo 2
Jugado en San Vicente y las Granadinas
| Equipo                       | Pts | PJ | G | E | P | GF | GC |
| ---------------------------- | --- | -- | - | - | - | -- | -- |
| Guadalupe                    | 6   | 2  | 2 | 0 | 0 | 11 | 0  |
| San Vicente y las Granadinas | 3   | 2  | 1 | 0 | 1 | 2  | 2  |
| Anguila                      | 0   | 2  | 0 | 0 | 2 | 0  | 11 |

| Guadalupe                    | 9 - 0 | Anguila   |
| San Vicente y las Granadinas | 2 - 0 | Anguila   |
| San Vicente y las Granadinas | 0 - 2 | Guadalupe |

### Grupo 3
Jugado en Surinam
| Equipo           | Pts | PJ | G | E | P | GF | GC |
| ---------------- | --- | -- | - | - | - | -- | -- |
| Surinam          | 6   | 2  | 2 | 0 | 0 | 4  | 0  |
| Guayana Francesa | 1   | 2  | 0 | 1 | 1 | 2  | 3  |
| Guyana           | 1   | 2  | 0 | 1 | 1 | 1  | 4  |

| Surinam          | 1 - 0 | Guayana Francesa |
| Guayana Francesa | 1 - 1 | Guyana           |
| Surinam          | 2 - 0 | Guyana           |

### Grupo 4
Jugado en San Cristóbal y Nieves
| Equipo                 | Pts | PJ | G | E | P | GF | GC |
| ---------------------- | --- | -- | - | - | - | -- | -- |
| Dominica               | 6   | 2  | 2 | 0 | 0 | 7  | 4  |
| San Cristóbal y Nieves | 3   | 2  | 1 | 0 | 1 | 11 | 5  |
| Antigua y Barbuda      | 3   | 2  | 1 | 0 | 1 | 10 | 3  |
| Montserrat             | 0   | 2  | 0 | 0 | 2 | 1  | 17 |

| San Cristóbal y Nieves | 9 - 1 | Montserrat             |
| Dominica               | 3 - 2 | Antigua y Barbuda      |
| San Cristóbal y Nieves | 2 - 3 | Dominica               |
| Antigua y Barbuda      | 8 - 0 | Montserrat             |
| Antigua y Barbuda      | ? - ? | San Cristóbal y Nieves |
| Montserrat             | n/p   | Dominica               |

### Grupo 5
Jugado en Islas Caimán
| Equipo                    | Pts | PJ | G | E | P | GF | GC |
| ------------------------- | --- | -- | - | - | - | -- | -- |
| Islas Caimán              | 9   | 3  | 3 | 0 | 0 | 13 | 2  |
| Jamaica                   | 6   | 3  | 2 | 0 | 1 | 18 | 5  |
| Sint Maarten              | 3   | 3  | 1 | 0 | 2 | 5  | 9  |
| Islas Vírgenes Británicas | 0   | 3  | 0 | 0 | 3 | 0  | 20 |

| Islas Caimán | 5 - 0  | Islas Vírgenes Británicas |
| Jamaica      | 3 - 2  | Sint Maarten              |
| Islas Caimán | 5 - 0  | Sint Maarten              |
| Jamaica      | 12 - 0 | Islas Vírgenes Británicas |
| Sint Maarten | 3 - 0  | Islas Vírgenes Británicas |
| Islas Caimán | 3 - 2  | Jamaica                   |

### Grupo 6
| Equipo               | Pts                | PJ                 | G                  | E                  | P                  | GF                 | GC                 |
| -------------------- | ------------------ | ------------------ | ------------------ | ------------------ | ------------------ | ------------------ | ------------------ |
| Haití                | 3                  | 1                  | 1                  | 0                  | 0                  | 1                  | 0                  |
| República Dominicana | 0                  | 1                  | 0                  | 0                  | 1                  | 0                  | 1                  |
| Cuba                 | Abandonó el torneo | Abandonó el torneo | Abandonó el torneo | Abandonó el torneo | Abandonó el torneo | Abandonó el torneo | Abandonó el torneo |

| Haití | 1 - 0 | República Dominicana |

- Cuba se retiró de la competencia, por lo que el juego entre República Dominicana y Haití decidió quien pasaba a la Ronda Final. Haití derrotó por 1-0 a República Dominicana y accedió a la ronda final.

Jugado en Trinidad y Tobago.

## Participantes
| - Trinidad y Tobago - Guadalupe - Barbados - Dominica | - Martinica - Surinam - Haití - Islas Caimán |

## Segunda Fase

### Grupo A
| Equipo            | Pts | PJ | G | E | P | GF | GC | DG  |
| ----------------- | --- | -- | - | - | - | -- | -- | --- |
| Trinidad y Tobago | 7   | 3  | 2 | 1 | 0 | 7  | 0  | +7  |
| Guadalupe         | 5   | 3  | 1 | 2 | 0 | 7  | 2  | +5  |
| Barbados          | 2   | 3  | 0 | 2 | 1 | 3  | 5  | -2  |
| Dominica          | 1   | 3  | 0 | 1 | 2 | 1  | 11 | -10 |

| Barbados          | 2 - 2 | Guadalupe         |
| Trinidad y Tobago | 5 - 0 | Dominica          |
| Dominica          | 1 - 1 | Barbados          |
| Guadalupe         | 0 - 0 | Trinidad y Tobago |
| Guadalupe         | 5 - 0 | Dominica          |
| Trinidad y Tobago | 2 - 0 | Barbados          |

Después de ganar dos partidos y empatar uno, Trinidad y Tobago se convierte en semifinalista junto a Guadalupe, que ganó un partido y empató dos.

### Grupo B
| Equipo       | Pts | PJ | G | E | P | GF | GC | DG |
| ------------ | --- | -- | - | - | - | -- | -- | -- |
| Martinica    | 7   | 3  | 2 | 1 | 0 | 6  | 1  | +5 |
| Surinam      | 4   | 3  | 1 | 1 | 1 | 3  | 3  | 0  |
| Haití        | 4   | 3  | 1 | 1 | 1 | 4  | 6  | -2 |
| Islas Caimán | 1   | 3  | 0 | 1 | 2 | 3  | 6  | -3 |

| Martinica    | 2 - 0 | Surinam      |
| Haití        | 3 - 2 | Islas Caimán |
| Surinam      | 2 - 0 | Islas Caimán |
| Haití        | 0 - 3 | Martinica    |
| Surinam      | 1 - 1 | Haití        |
| Islas Caimán | 1 - 1 | Martinica    |

Martinica avanza a las semifinales después de dos victorias y un empate, Surinam avanza a las semifinales después de tener mejor diferencia de goles que Haití.

## Fase Final

### Semifinales
| Trinidad y Tobago | 3 - 2 | Surinam   |
| Martinica         | 4 - 2 | Guadalupe |

### Partido por el Tercer Puesto
| Guadalupe | 2 - 0 | Surinam |

### Final
| Trinidad y Tobago | 7 - 2 | Martinica |

## Campeón
| Bandera de Trinidad y Tobago |
| Trinidad y Tobago 3º título  |